# セイリュウジン
「セイリュウジン」は北海道斜里郡清里町のご当地ヒーローである。制作運営は清里町の青年団体である「ゆいまーる清里」。キャッチコピーは「なまら　ハッチャケるぜ！」

## 概要
- キャラクターモチーフは清里町の郷土芸能である「竜神伝説」および「竜神太鼓」に登場する竜と町の観光名所である神の子池である。
- 制作の目的として、清里町をPRするとともに、地域の子どもへキャラクターショーを通し、生活習慣、環境問題を投げかける、地域の様々な活動に参加し、地域住民の憧れを目指すものとしている。また、地域資源である神の子池や、地域の郷土芸能である「竜神」を活用し、地域資源、郷土芸能の促進である。
- 2017年7月1日から清里町を盛り上げるためにイベント用に清里町非公認ヒーローとして登場し、同年11月に町の図書館イベントで初の単独ショーを開催。
- 特徴としてまちのご当地キャラである「きよっぴ」を武器に変身させ戦い、ご当地キャラ、ヒーローのキャラクターを活かす取り組みを行う。またご当地キャラの「きよっぴ」は2014年の住民投票により決定しているが、最終選考で正式な町のキャラクターとならなかった「神の子りゅうちゃん」も設定の中で活かしている。
- YoutubeやTwitterなどのSNSで活動の報告等を行う。

## 登場キャラクター
神池 竜人（カミイケ タツヒト）
28歳の青年。大学卒業後、都会の企業勤務時、ある日出会った少年とヒーロー番組「トラ仮面」で意気投合し、トラ仮面の必殺技である「ローリングソバット」を少年に教えるため、毎週会うようになった。しかし、ある日の雨の日竜人は少年は来ないだろうと思い込み、約束を破ってしまった。雨の中少年は待ち続け、倒れてしまい、次日少年の父親から少年は難病であり、少年は笑わなくなったと告げられた。約束を破り、少年の笑顔を奪ったことに苦悩し、企業を辞めて帰郷し、自暴自棄な状態となるが、きよっぴ達と出会い、セイリュウジンとして人々の笑顔を守ることを決意する。名前のモチーフは清里町の観光名所である「神の子池」から
神の子りゅうちゃん
清里町の神の子池に住む竜神の子孫。一人称は「オイラ」。セイリュウジンの鎧を竜人に授けた。普段は神の子池に住み、カーレル帝国の動向を探っている。きよっぴとは友人関係であり、カーレル帝国に襲われているきよっぴを保護していた。竜人の勇敢な姿と、心の純粋さを見抜き、竜神の力を托した。セイリュウジンが使用する武器も開発しており、きよっぴの純粋な心ピュアソウルをエネルギーとしきよっぴに「きよっぴ剣」後の「キャライザー」に変身する力を与えた。また自身も変身し「電電バチ」となることも可能 
きよっぴ
清里町のゆるキャラでジャガイモの妖精。妖精なので性別は無い。頭はジャガイモ。前髪は桜の滝など清里町の観光名所が随所に表れている。少し呑気な性格。自然界の純粋な心「ピュアソウル」をもっている。セイリュウジンの武器「きよっぴ剣」後の「キャライザー」に変身することが可能。変身中もしゃべることができ、セイリュウジンの戦いをサポートする。一人称は「僕」 
増滝　桜（マスタキ　サクラ）
竜人の実姉であり、30歳の既婚者。地元の企業で事務をしている。２年前に旦那が行方不明となり、現在は実家暮らしをしている。生真面目な性格。竜人に対して厳しい面がある。名前のモチーフは清里町の観光名所である「桜の滝」から
大堀　築紫（オオホリ　ツクシ）
竜人の幼馴染。27歳。清里の役場で働いている。名前のモチーフはオホーツクから
セイリュウジン（漢字表記：清竜神）
上池竜人がセイリュウブレスを使用し変身した姿。竜神の力を秘めている鎧を身に纏う。マスクのクリア部分には神の子池の水の力が宿っている。左右非対称エシメントリーな鎧であり、緑の箇所には竜神の雨の力、金色の部位には雷の力を秘めている。デザインモチーフは「竜神太鼓」と「神の子池」決め台詞は「なまら ハッチャケるぜ！」身長：185cm（髷を含む）体重：100kg（本人としては自称60kg）パンチ力：メンタル状況によって変化、ジャンプ力は建物2階に届くか届かないくらい。

### カーレル帝国
清里町の作物を枯らし北海道侵略の拠点としようとしている。作物を枯らすことで人間が住めない環境をつくり、人間を追い出そうとしている。またきよっぴが持つピュアソウルは作物や生き物のエネルギーと連動していることからきよっぴを狙う。モチーフは枯れた植物や寄生虫。
カーレル皇帝
カーレル帝国の指導者。非常に冷酷な性格。昭和7年に清里に初めて現れ、竜神と戦い封印されていたが、封印の力が弱まり、現代に思念体として復活し、暗躍している。名前のモチーフは「枯れる」から
シオーレル
カーレル帝国の幹部。ゾンビのような顔をし、頭に萎れた花がついている。一人称は「俺様」。モチーフは「ゾンビ」「枯れた花」名前は「萎れる」から
パラシスト
カーレル帝国の怪人。数体の個体があり、話す子ができる個体や、話すことのできない個体がいる。また、右手に触手がある個体も確認されている。モチーフは「シロシストセンチュウ」。名前は「パラサイト」と「シロシストセンチュウ」から
ヒカラビー
カーレル帝国の戦闘員。ドクロのような顔に枯れ葉が前髪のように垂れている。意思はあるが、人の言葉をしゃべれず、「ヒカラビー」と鳴き意思疎通を行う。枯れ葉がモチーフ。名前のモチーフは「干からびる」から
ドクターヒカラビー
ヒカラビーの特殊個体。白衣を着ている。優れた頭脳をもち、カーレル帝国の侵略の兵器開発や作戦の立案を行う。人の言葉をしゃべることができるが、しゃべり方がうざったい。一人称は「ME(みー)」

## 作中用語
- ピュアソウル
  - 人間や作物が持つ、純粋な力。命のエネルギー。きよっぴが持つピュアソウルは特別なものであり、治癒の能力やセイリュウジンの武器に変身する力にもなる。

## 主題歌
- 主題歌「NAMARA」
- 作詞：セイリュウジン、作曲：三宅英明、歌：マグマ